# Severočeská galerie výtvarného umění v Litoměřicích
Severočeská galerie výtvarného umění v Litoměřicích je příspěvková organizace, zřízená roku 1956. Její sbírky jsou veřejnosti zpřístupněny od roku 1958. Galerie sídlí v centru města, v Michalské ulici čp. 7, v patrové budově o čtyřech křídlech kolem malého vnitřního nádvoří, stojící svou zadní stěnou na vnitřní gotické městské hradbě ze 14. století a přiléhající k hradebnímu parkánu.
Integrální součástí Severočeské galerie je také Galerie a muzeum litoměřické diecéze v budově na Mírovém náměstí čp. 24.

## Historie instituce
V roce 1950 rozhodl Krajský národní výbor v Ústí nad Labem o zřízení krajské galerie výtvarného umění, která se tak stala historicky první institucí nové galerijní sítě. Nejprve byla umístěna v Schaffnerově vile v Ústí nad Labem, ale už v roce 1951 byla pro malý zájem místních přesunuta do budovy krajského muzea v Teplicích. Přenesení sídla galerie do Litoměřic podnítil ředitel litoměřického městského muzea Otakar Votoček.

Sbírka starého českého umění byla od roku 1948 součástí sbírek Městského muzea v Litoměřicích. Během rekonstrukce radnice byla přemístěna do domu čp. 7/29 v Michalské ulici, kde severočeská galerie sídlí dosud. S rekonstrukcemi domu v Michalské č.p. 29, původně pro účely městské galerie, se započalo již roku 1952. V letech 1954–1955 se sbírka starého umění Městského muzea v Litoměřicích stala pobočkou Krajské galerie v Teplicích. Když musela krajská galerie počátkem roku 1956 své sídlo na teplickém zámku opustit kvůli stavebním adaptacím, byla převedena se svými sbírkami do Litoměřic.
Prvním ředitelem Galerie výtvarného umění v Litoměřicích se stal ředitel litoměřického městského muzea a historik umění Otakar Votoček. V květnu 1958 se podařilo otevřít galerii veřejnosti, ale stavební adaptace sídla litoměřické galerie probíhaly v několika fázích až do roku 1977. Ke změně názvu SGVU došlo roku 1976, kdy bylo definitivně rozhodnuto, že krajská galerie Severočeského kraje zůstane v Litoměřicích.
Ještě v srpnu 1958 se pobočkou galerie stala nově zřízená Pamětní síň Emila Filly na Peruci. Po svém založení v roce 1965 ji do správy převzala Galerie Benedikta Rejta v Lounech. Další pobočkou litoměřické galerie byla Výstavní síň Domu kultury v Ústí nad Labem, kterou koncem 60. let řídil Jan Škvára. Síň za jeho vedení připravovala samostatně koncipované i z Litoměřic převzaté výstavy. Od roku 1967 měla litoměřická galerie stálou expozici české krajinomalby 19. století na státním zámku v Ploskovicích.
Litoměřická galerie se původně soustředila na středověké a barokní umění a na krajinomalbu 19. a 20. století s důrazem na regionální tvorbu. V suterénních prostorách galerie byly shromažďovány plastiky z lokalit ustupujících uhelným dolům. Jako první a v tehdejším Československu jediná instituce rozšířila galerie svou sbírkotvornou činnost r. 1967 na naivní umění a art brut. Votoček galerii řídil až do roku 1976, kdy odešel do Národní galerie. Ve funkci ho nahradil krajský inspektor SKNV Bohumil Horčic, který působil jako ředitel do roku 1986 a byl vystřídán pracovnicí Okresního kulturního střediska Libuší Šumichrastovou (1986–1990).
Jako krajská instituce působila galerie do roku 1991, na dalších deset let se zřizovatelem stalo Ministerstvo kultury České republiky. Od roku 2001 je zřizovatelem ústavu Ústecký kraj, galerie je jeho příspěvkovou organizací. Od roku 1992 byl ředitelem galerie Jan Štíbr, v roce 2020 jej vystřídala Dana Veselská.

### Historie budov galerie
V jádře se jedná o renesanční měšťanský dům, postavený na zbytcích a sklepích dvou až tří gotických domů. Renesanční přestavbou, datovanou letopočtem 1569, odkrytým na východní stěně malého vnitřního nádvoří, vznikla patrová budova o čtyřech křídlech. Uliční křídlo, včetně bohatě štukovaného průčelí, pochází z barokní přestavby roku 1730, jejímž autorem je Octavio Broggio. Raně renesanční portál saského typu je zvýrazněn a druhotně orámován barokní edikulou se svazky diagonálně situovaných pilastrů, volutovými hlavicemi a zvlněnou římsou se spirálově stočenými rameny. Portál není situován na střed průčelí a stejně jako nepravidelné rozmístění oken 1. patra dokládá existenci starší zástavby. Průjezd je dosud zaklenutý renesanční křížovou klenbou, která původně pokračovala dalším polem vlevo a kryla příčně položený mázhaus. Sklepy jsou položeny ve třech úrovních, z nichž nejstarší gotické ze 14.-15. století, zaklenuté kamennými klenbami, respektují půdorys přízemí. Sklepy vybudované směrem do nádvoří a ulice pocházejí z roku 1601. Nad sklepy východního křídla domu je ve sníženém přízemí tzv. gotická síň zaklenutá třemi páry nestejně širokých lunet z počátku 16. století. Ze 16. století pocházejí také sedačkové okenní výklenky v souběžné síni v 1. patře.
Zadní křídlo s arkádovou stěnou do nádvoří vzniklo patrně v období pozdně barokního klasicismu koncem 18. století a spojovací západní křídlo teprve v 19. století. Klenba průchodu na parkán je renesanční ze 16. století. Parkánovou stěnu jižního křídla tvoří silná zeď původních městských hradeb ze 14. století, se dvěma opěrnými pilíři. Východní část zdobená sgrafity byla součástí renesančního domu, západní, ukončená klasicistním zubořezem v parkánové římse je z 18. století. Parkán mezi vnitřní a vnější městskou hradbou byl postupně upravován až do roku 1977 a slouží jako vyhlídková terasa a místo pro sezónní výstavy plastiky.
Nejstarší zmínky o budově jsou z konce 18. století, kdy zde bydlel městský radní E. Löffler. V 19. století byla na parkánu pekárna a sklad mouky Josefa Fuchse a v obytné části bydleli mj. F.F. von Ziegler (c.k. polní maršálporučík), od roku 1902 JUDr A. Funke (říšský rada, starosta Litoměřic) a po něm MUDr. Florian. Za války byla na parkánu malá továrna, později truhlářská dílna. V 50. letech byl dům značně zchátralý a bylo nutné provést jeho celkovou asanaci.
Galerie od roku 1970 využívá také sousední dům č.p. 30 /9, který slouží jako odborné zázemí s knihovnou a pracovnami. Také tento dům je v jádře gotický, se sklepy ze 14.-15. století, renesanční místností v zadním traktu, později dostavěný a upravovaný.
Roku 1976 galerie získala dům č.p. 24, na Mírovém náměstí 17, kde nyní sídlí muzeum litoměřické diecéze. Pozdně gotická stavba z roku 1513 má zachované strmé sedlové střechy s krovy složité pozdně gotické konstrukce. Ve dvorním traktu je při hradební zdi patrová budova s gotickými krovy a dřevěnou pavlačí, kde jsou instalována vybraná díla ze sbírek art-brut a naivního umění.

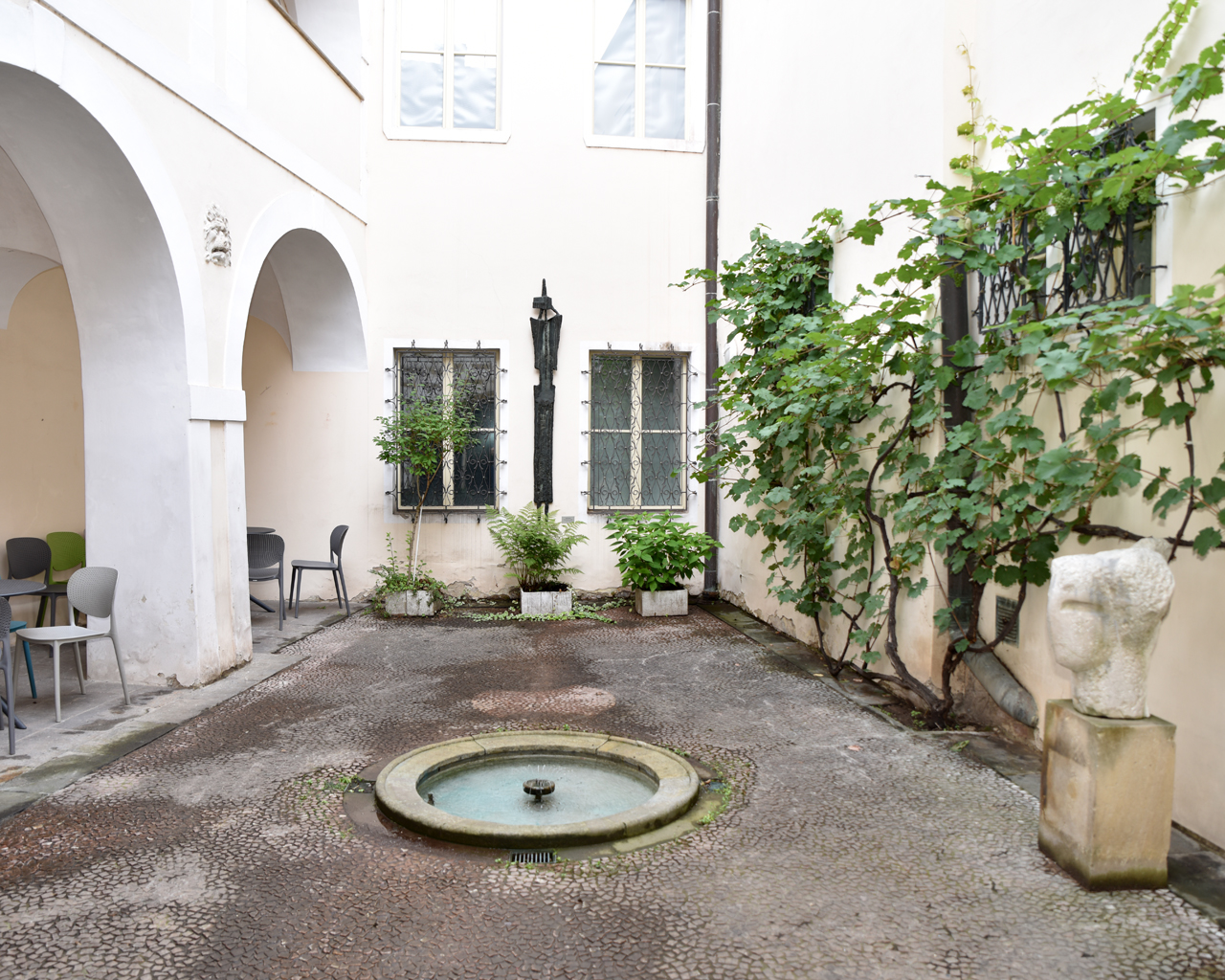
Atrium SGVU Litoměřice, sochy J. Koblasy a M. Chlupáče
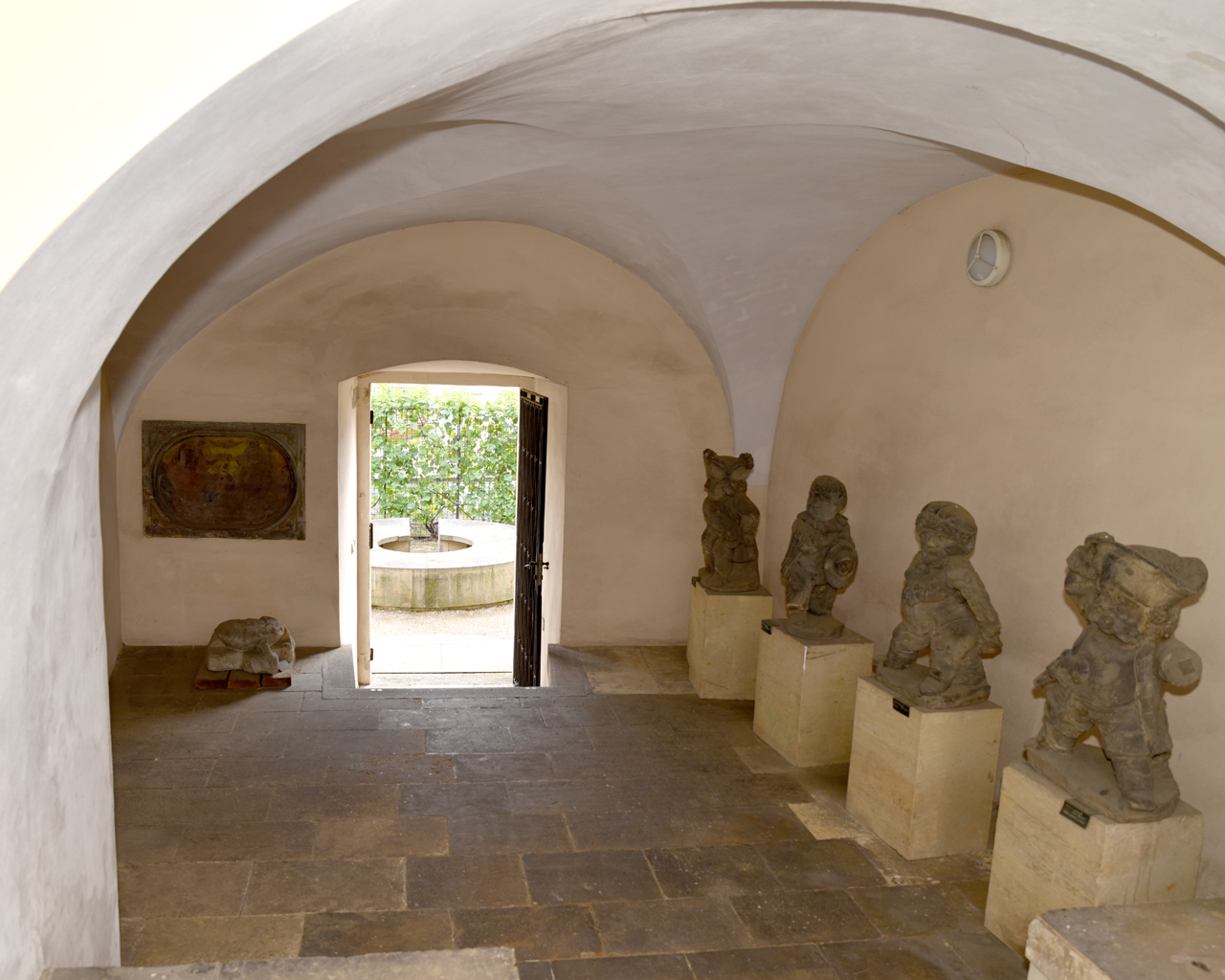
Renesanční průchod mezi atriem a parkánem, SGVU Litoměřice
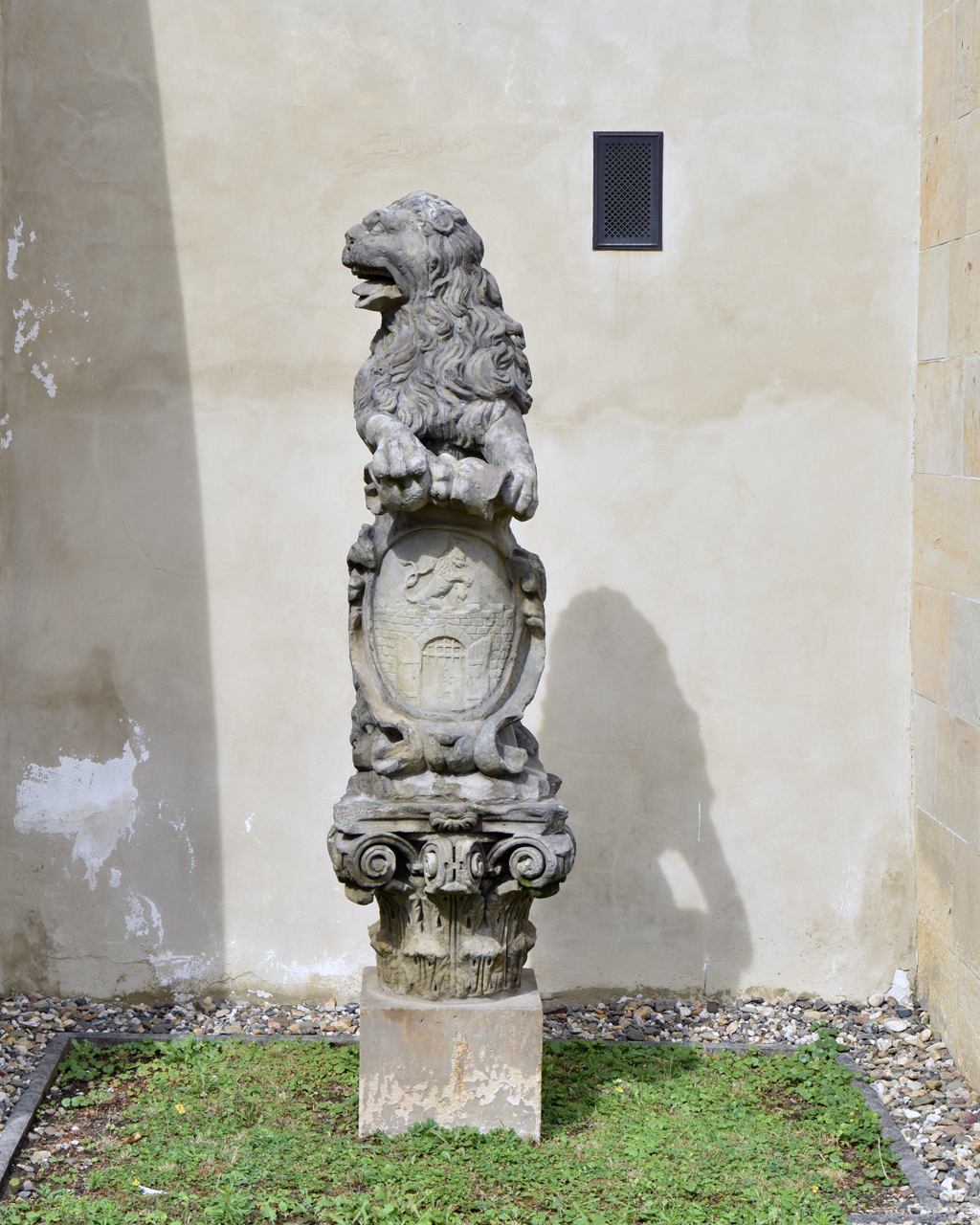
Lev s městským znakem, SGVU Litoměřice
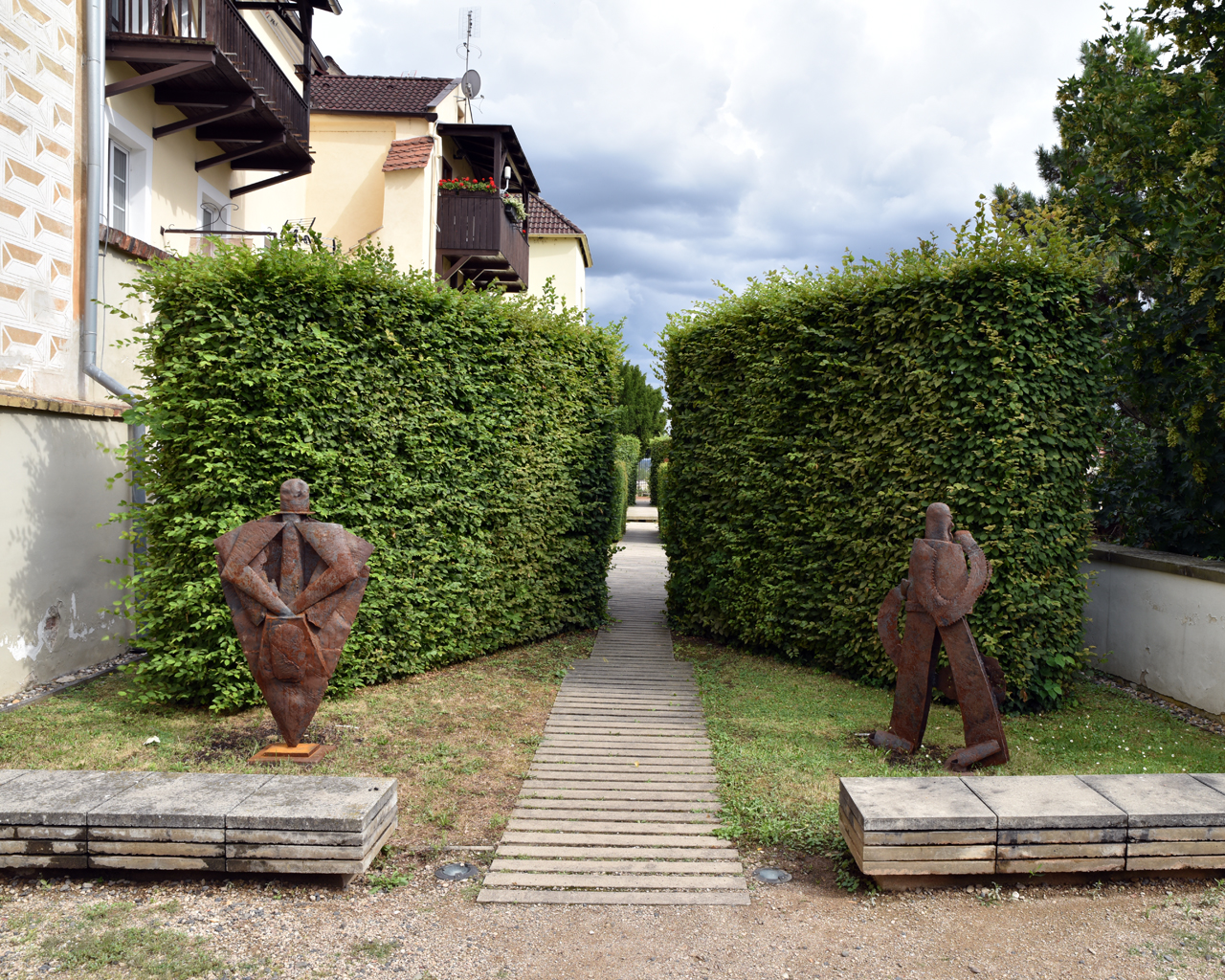
Parkán, SGVU Litoměřice
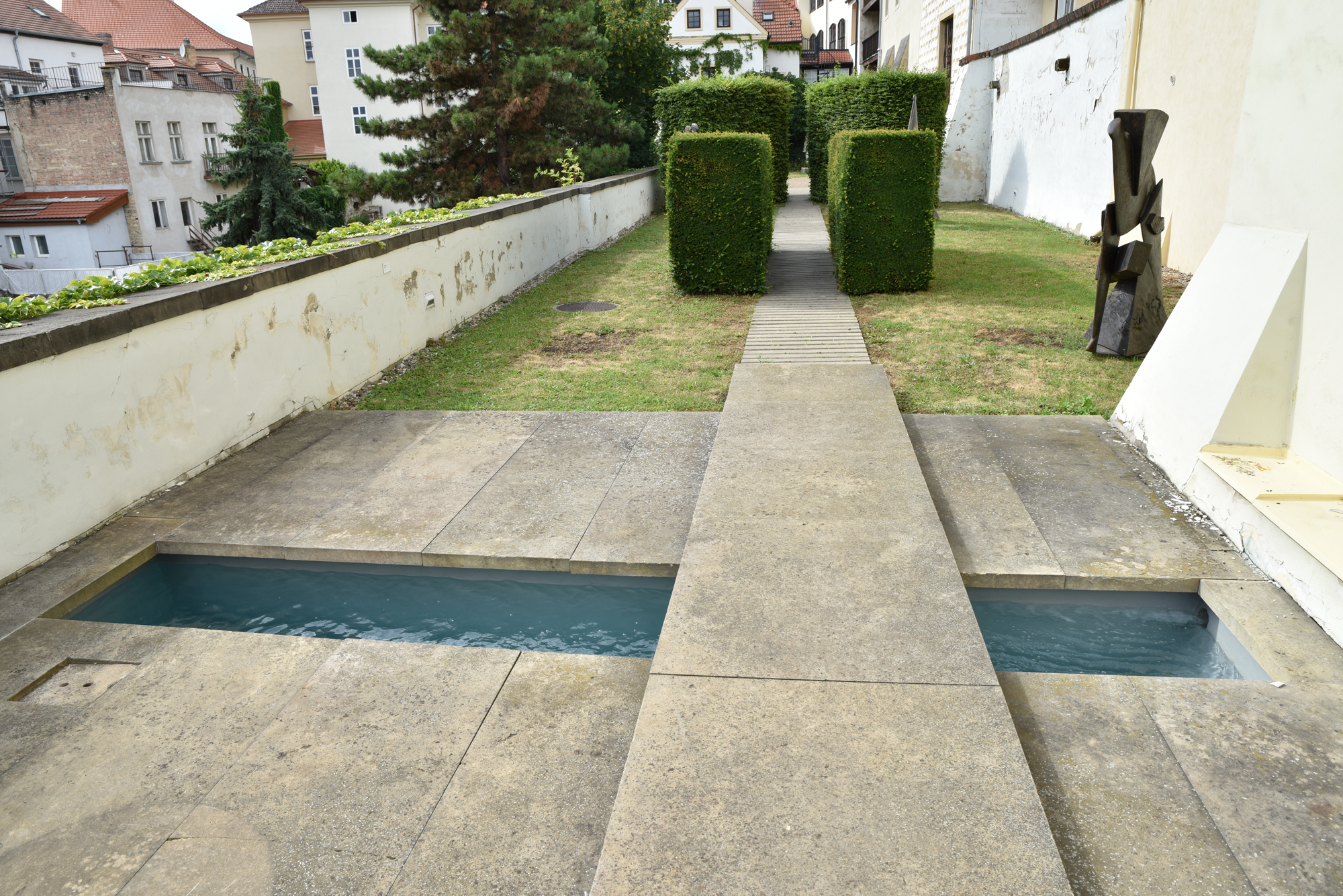
Parkán, SGVU Litoměřice

## Výstavy a expozice

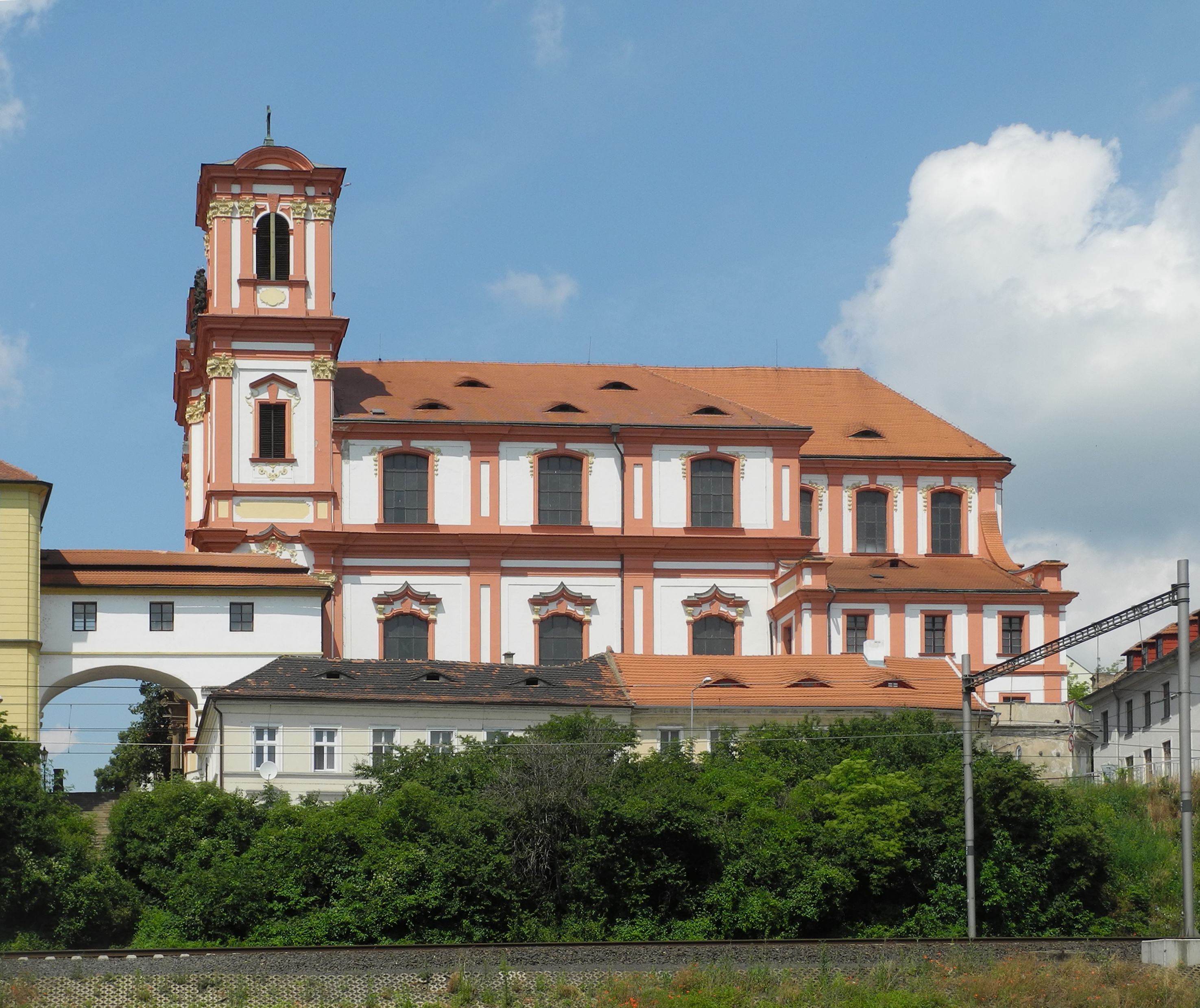
Kostel Zvěstování Panny Marie

V hlavní budově byla vystavena sbírka starého umění (deinstalována 2025), ostatní prostory v přízemí a prvním patře slouží krátkodobým výstavám současného českého umění. Gotický parkán byl upraven arch. Václavem Ciglerem a během letních měsíců zde probíhají výstavy plastik. Jako další výstavní prostory slouží zadní trakt vedlejší budovy diecézního muzea a odsvěcený jezuitský kostel Zvěstování Panny Marie.
Budovu bývalého jezuitského kostela Zvěstování Panny Marie, postaveného v letech 1701–1731 podle plánů Octavia Broggia, užívala galerie už v desetiletí 1965–1975. Měla zde umístěné truhlářské a restaurátorské dílny a část depozitářů, ale po roce 1975 musela kostel opustit. Plánovaná rekonstrukce kostela pro potřeby Okresního archivu v Litoměřicích, který byl tehdy umístěný v nevyhovujících prostorách v terezínské Malé pevnosti, se však nakonec neuskutečnila. Od roku 1992 tak kostel opět využívá litoměřická galerie. Po čtyřech ročnících výtvarných sympozií: Baroko a dnešek a Otevřený dialog, na kterém se podílela Nadace Symposion, slouží kostel během léta k pořádání výstav soch a obrazů. Příležitostně zde probíhají i koncerty.
Jako jediná v České republice se litoměřická galerie od roku 1967 systematicky věnuje sbírání a prezentování insitního, resp. naivního umění, které má v rámci galerie k dispozici svoji vlastní expozici v zadním traktu historického domu na Mírovém náměstí 24. Mezi zastoupené umělce patří mj. Anna Zemánková, Bohumír Komínek, Robert Guttmann, Rudolf Dzurko, Josef Hlinomaz či Marie Kodovská.
Galerie také vyvíjí bohatou publikační činnost. K výstavám, pořádaným galerií, se zpravidla vydává katalog, na projektech pořádaných společně s jinými galeriemi se na vydávání katalogu litoměřická galerie podílí.

## Sbírky
Sbírka soustřeďuje výtvarná díla od středověku až po současnost.
Stálá expozice v hlavní budově galerie, která byla roku 2025 deinstalována, představovala výtvarné umění oblasti Litoměřicka a severozápadních Čech z období 13. až 16. století. Nejstarším exponátem je dřevěná socha Světice s knihou (zřejmě Svatá Kateřina) z konce 13. století se zbytky původní polychromie. Vrcholem sbírky gotického umění je zachovaný soubor obrazů deskového oltáře od Mistra Litoměřického oltáře z let 1500–1505. Skládá se ze šesti desek s výjevy z Ježíšova života. Významnou uměleckou osobností počátku 16. století byl tzv. Mistr kadaňských ukřižovaných, jemuž je připsána plastika Ukřižovaného Krista ze zaniklé vesnice Bystřice u Kadaně. Madona litoměřická je podle novějších poznatků dílem řezbáře pocházejícího z Frank.
Galerie vystavovala oltáře významných umělců činných v 1. polovině 16. století v Severních Čechách – Mistra slavětínské archy (Oltář s Proměněním Kristovým (před r. 1540) a Mistra oltáře ze Štětí (Archa ze Štětí (1520-1530). Mistr IW, žák Lucase Cranacha staršího, který byl v expozici zastoupen obrazem Stětí sv. Kateřiny a oltářním křídlem se sv. Zikmundem a čtyřmi světicemi je umělcem jasného renesančního názoru.
Sbírka barokního umění zahrnuje významné umělce své doby – Petra Brandla, Norberta Grunda, Jana Kupeckého, Jana Jakuba Hartmanna a další. Závěr stálé expozice tvořilo umění 19. a počátku 20. století (Ludvík Kohl, Adolf Kosárek, Josef Mánes, August Bedřich Piepenhagen, Josef Navrátil, Antonín Chittussi, Václav Brožík). V rámci akviziční činnosti získala galerie do svých sbírek také obrazy Antonína Hudečka, Františka Kavána, Bohumila Kubišty či Václava Špály.

### Významná díla

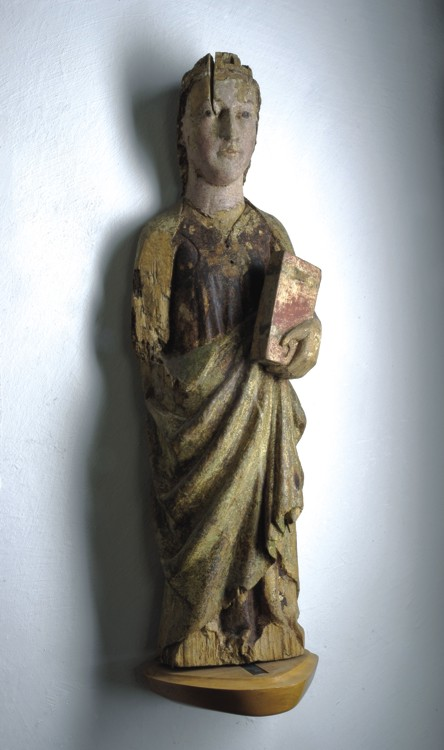
Světice s knihou, konec 13. století
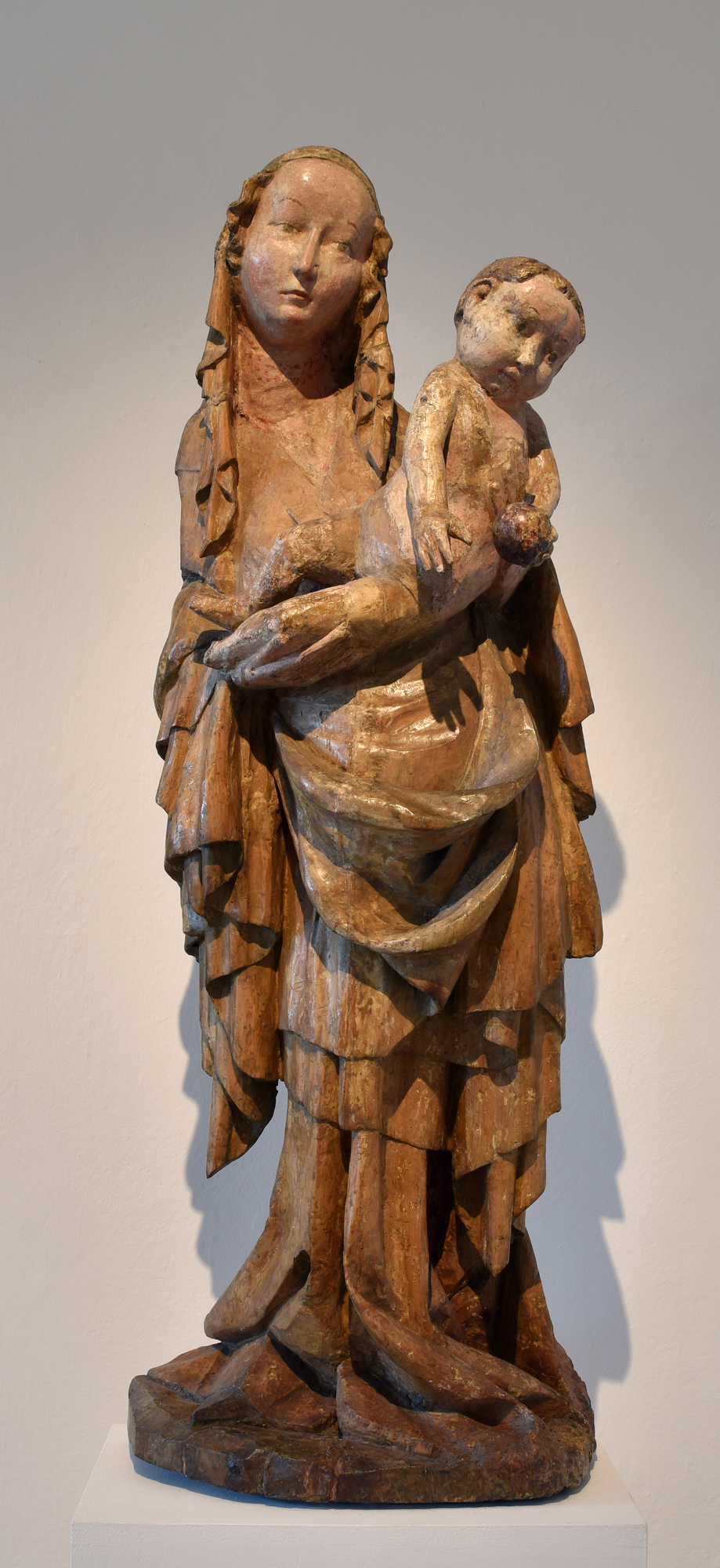
Madona ze Zadní Lhoty, poč. 15. stol.
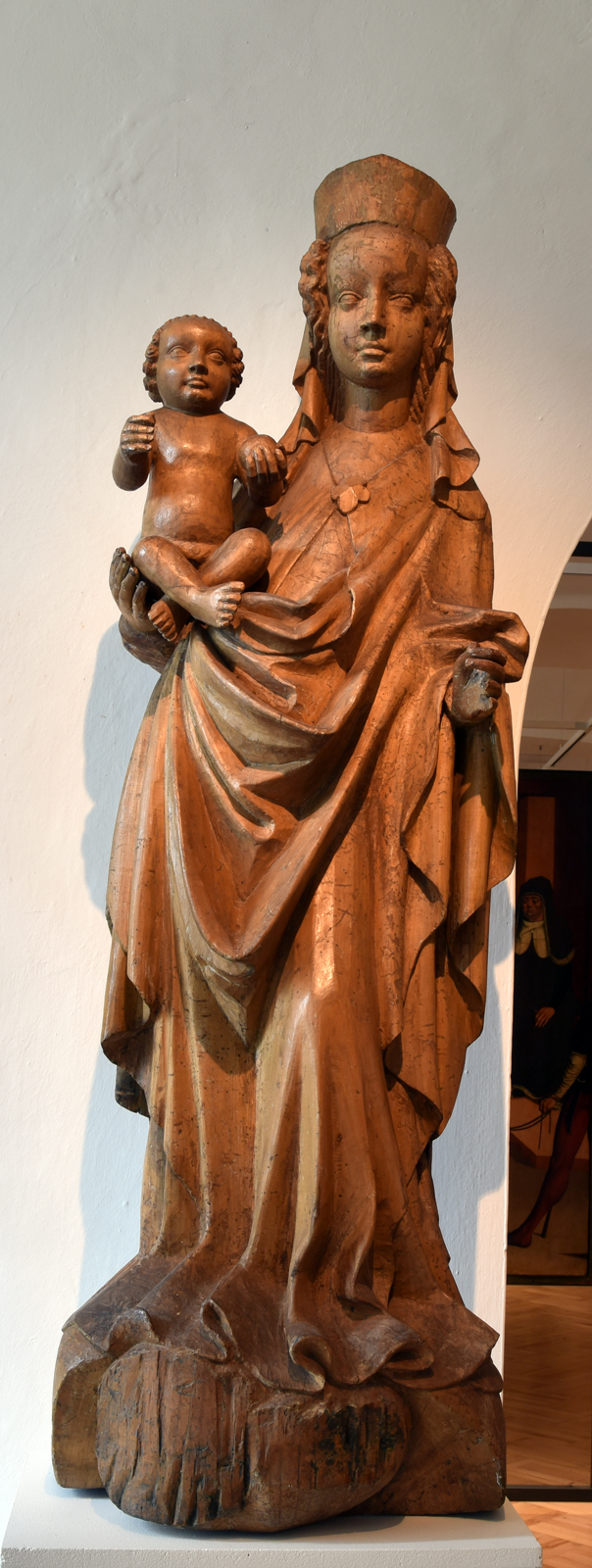
Asumpta z Račic, 30. léta 15. stol.
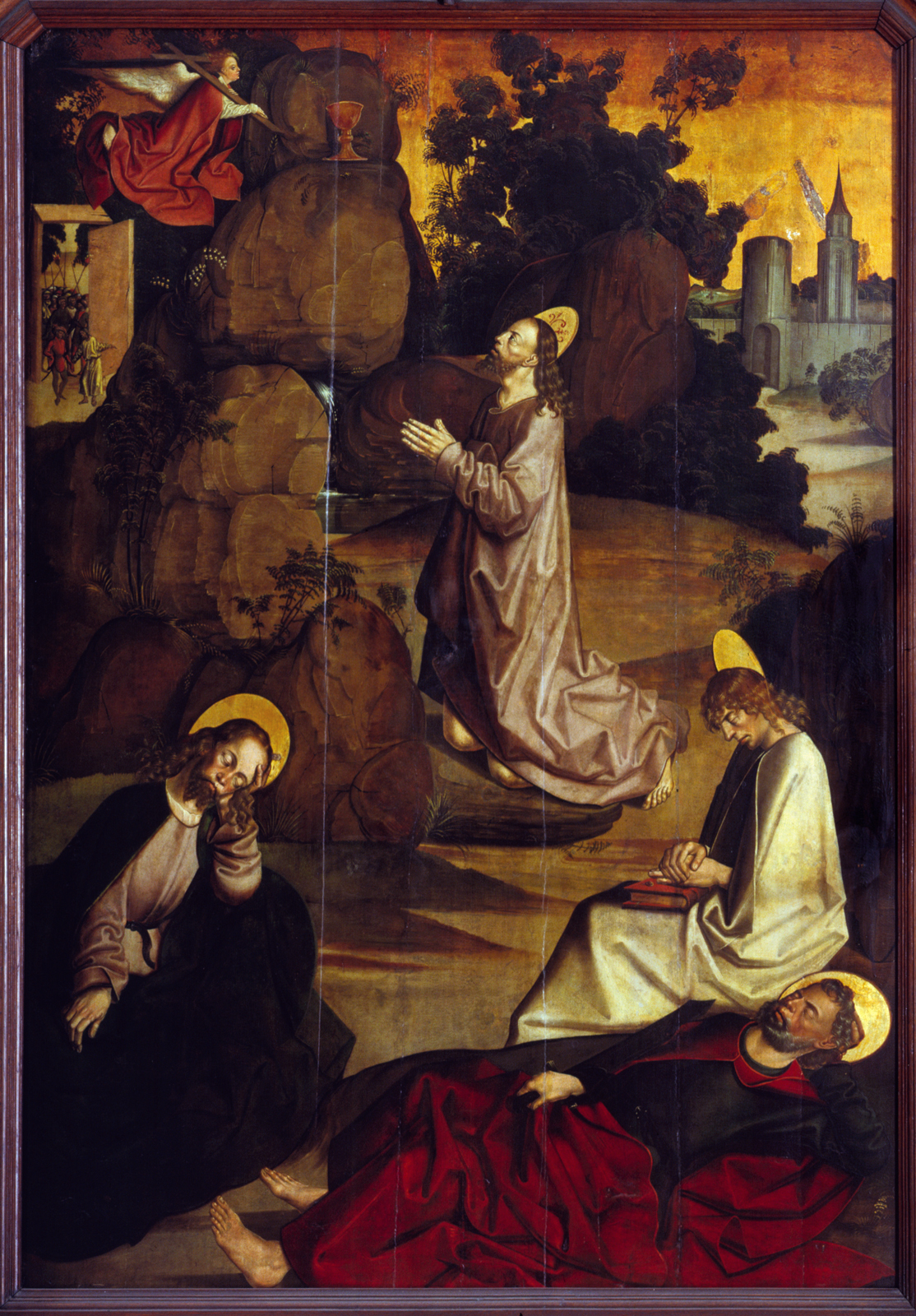
Litoměřický oltář, Kristus na hoře Olivetské, kolem 1505
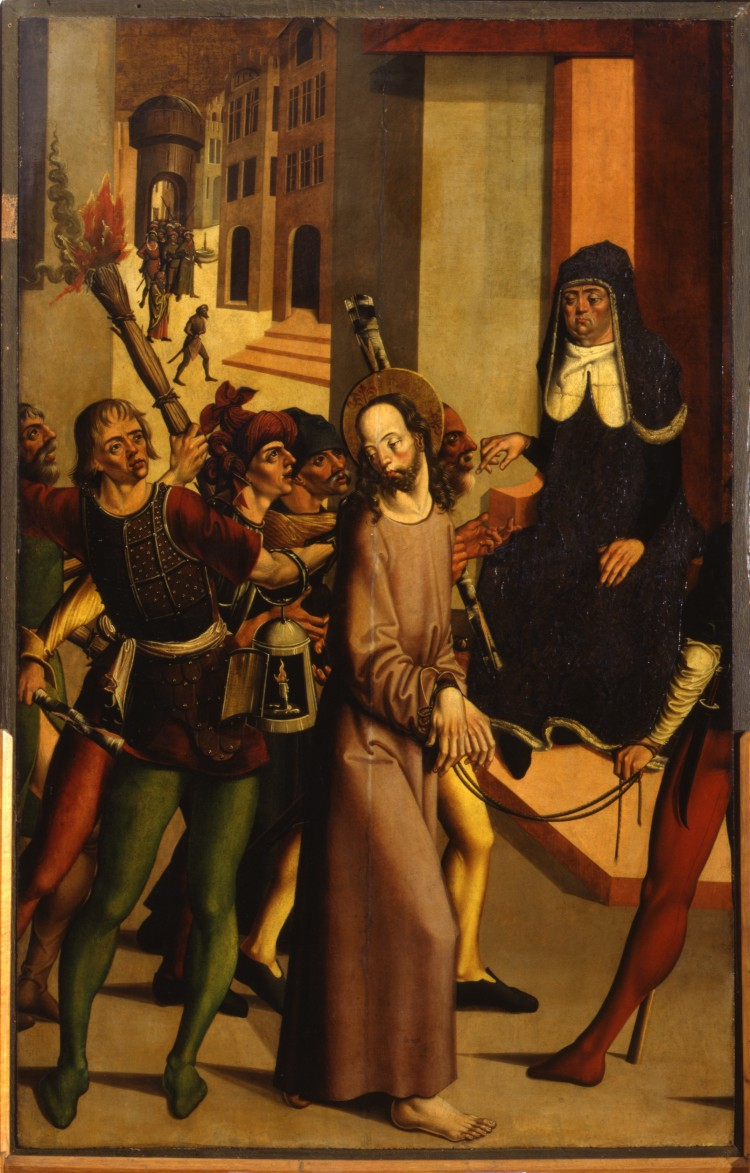
Litoměřický oltář, Kristus před Kafiášem, kolem 1505
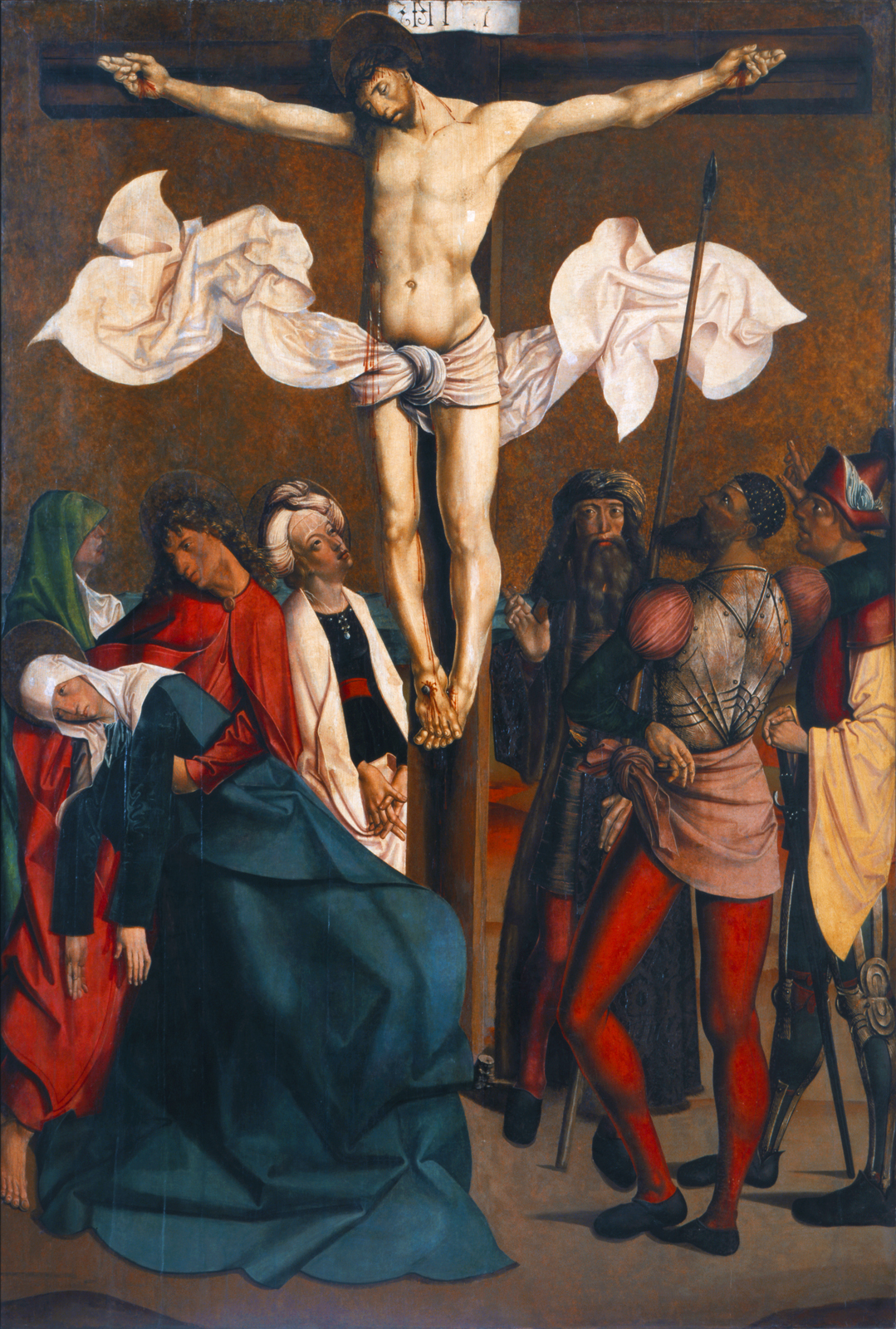
Litoměřický oltář, Ukřižování, kolem 1505
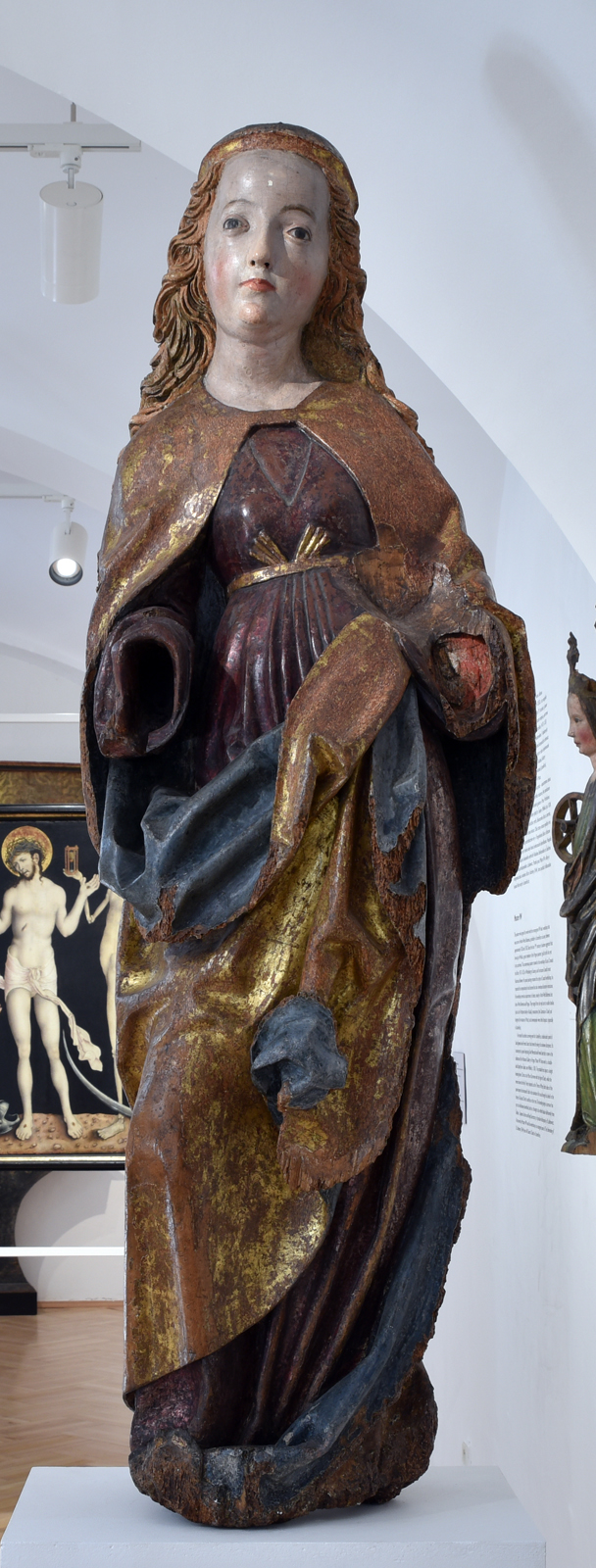
Madona litoměřická, kolem 1520
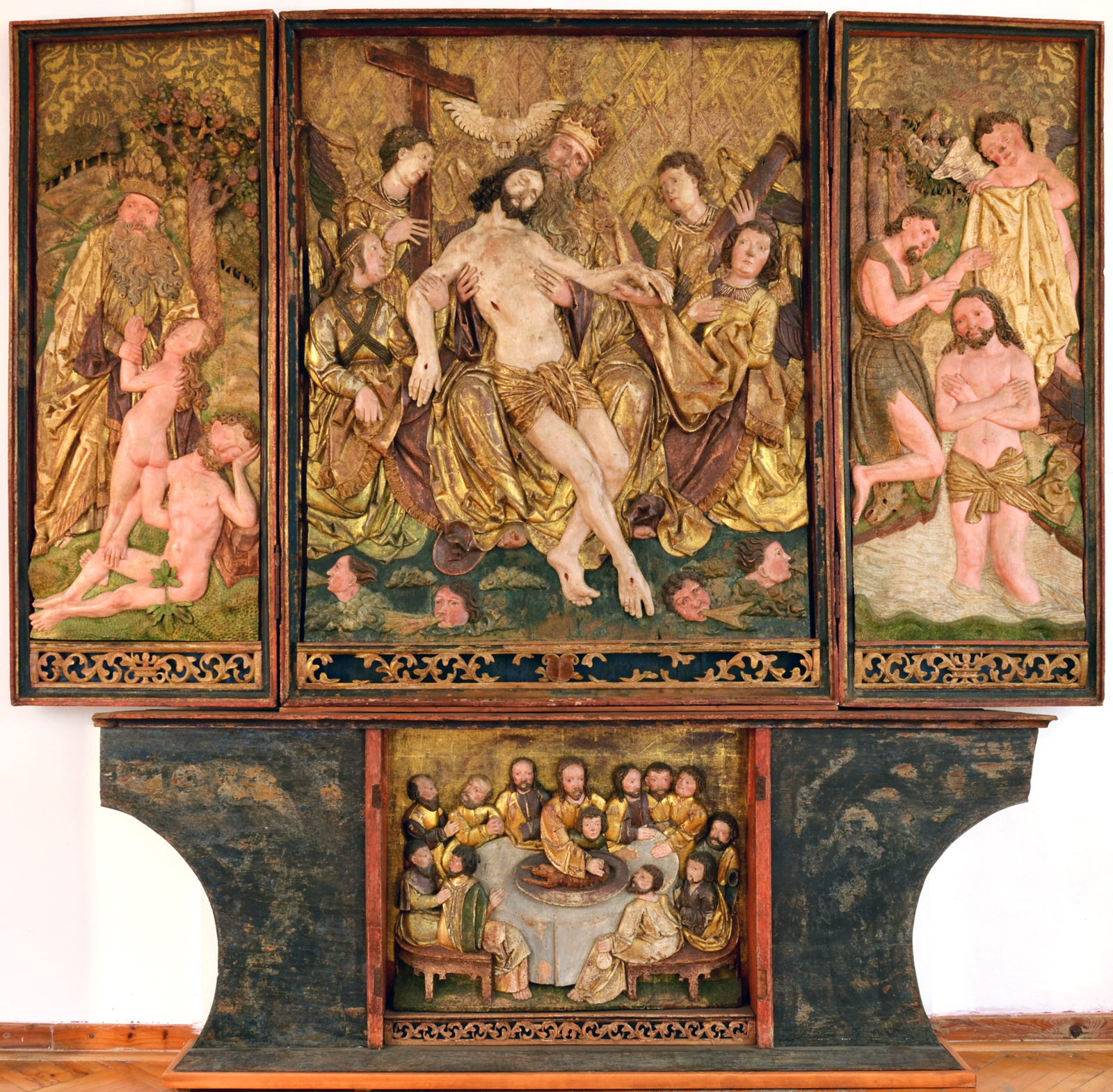
Archa ze Štětí, 1520-1530
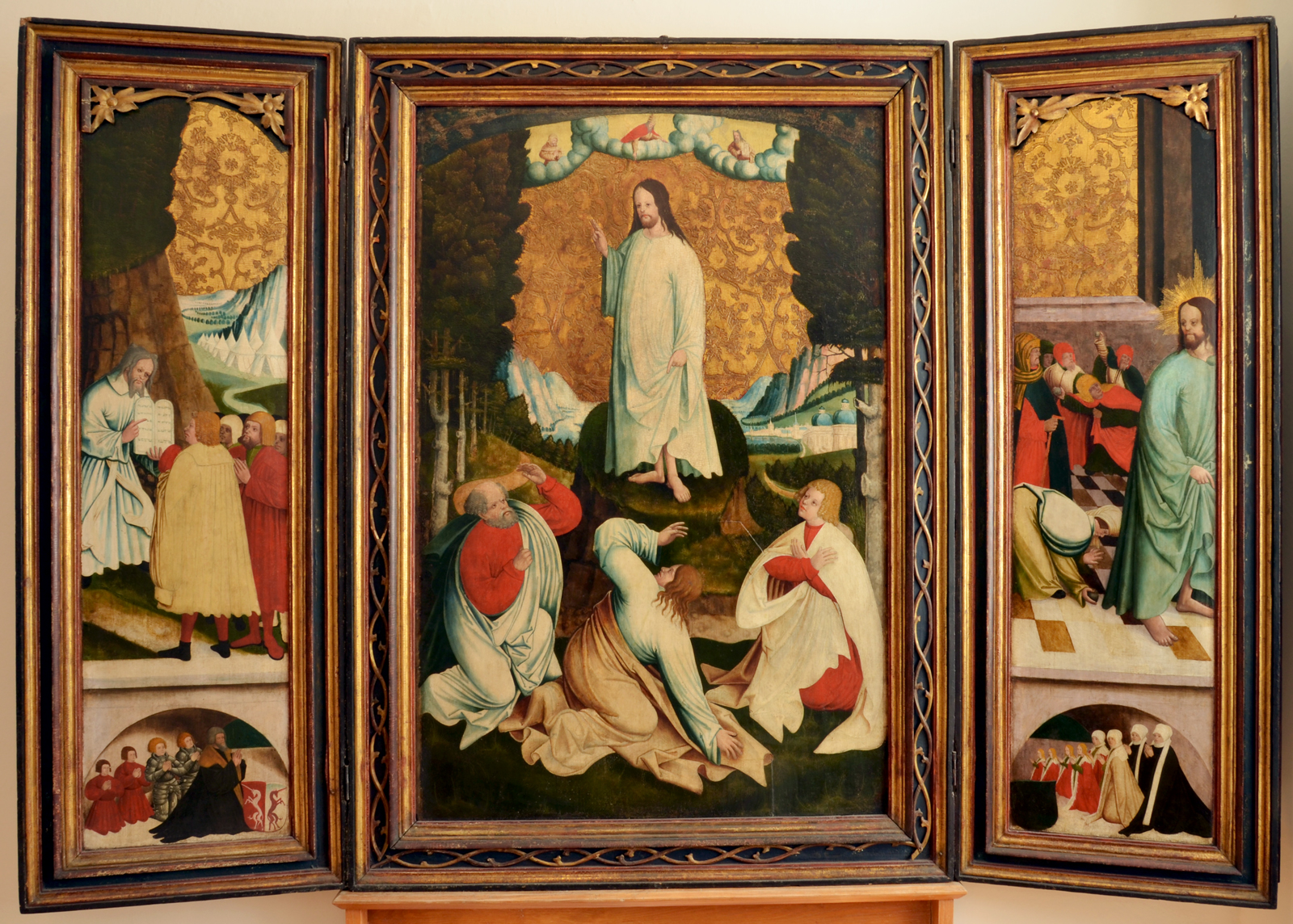
Mistr Slavětínského oltáře,Oltář s Proměněním Kristovým, před 1540
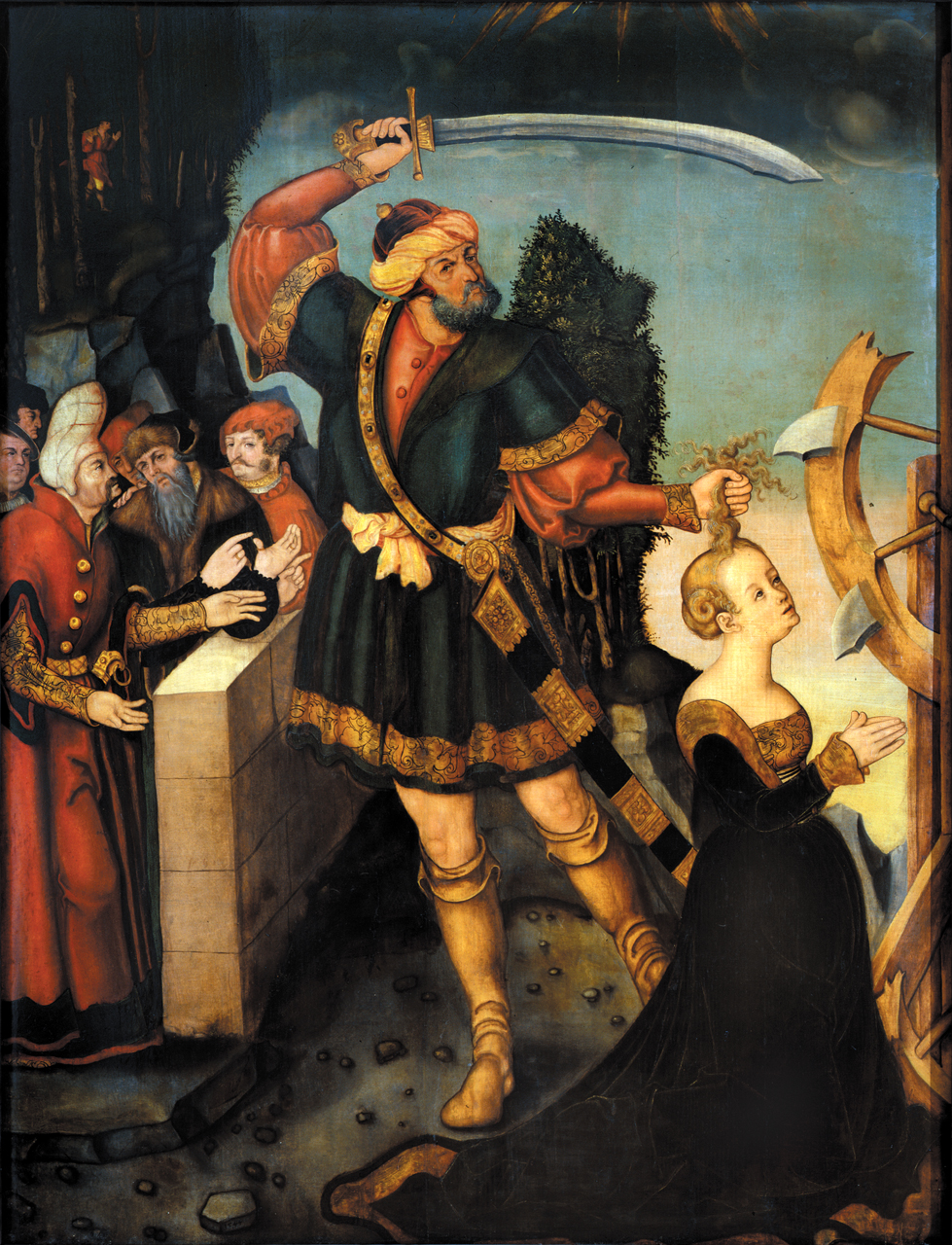
Mistr IW, Stětí svaté Kateřiny, 1520-1540

## Diecézní muzeum v Litoměřicích

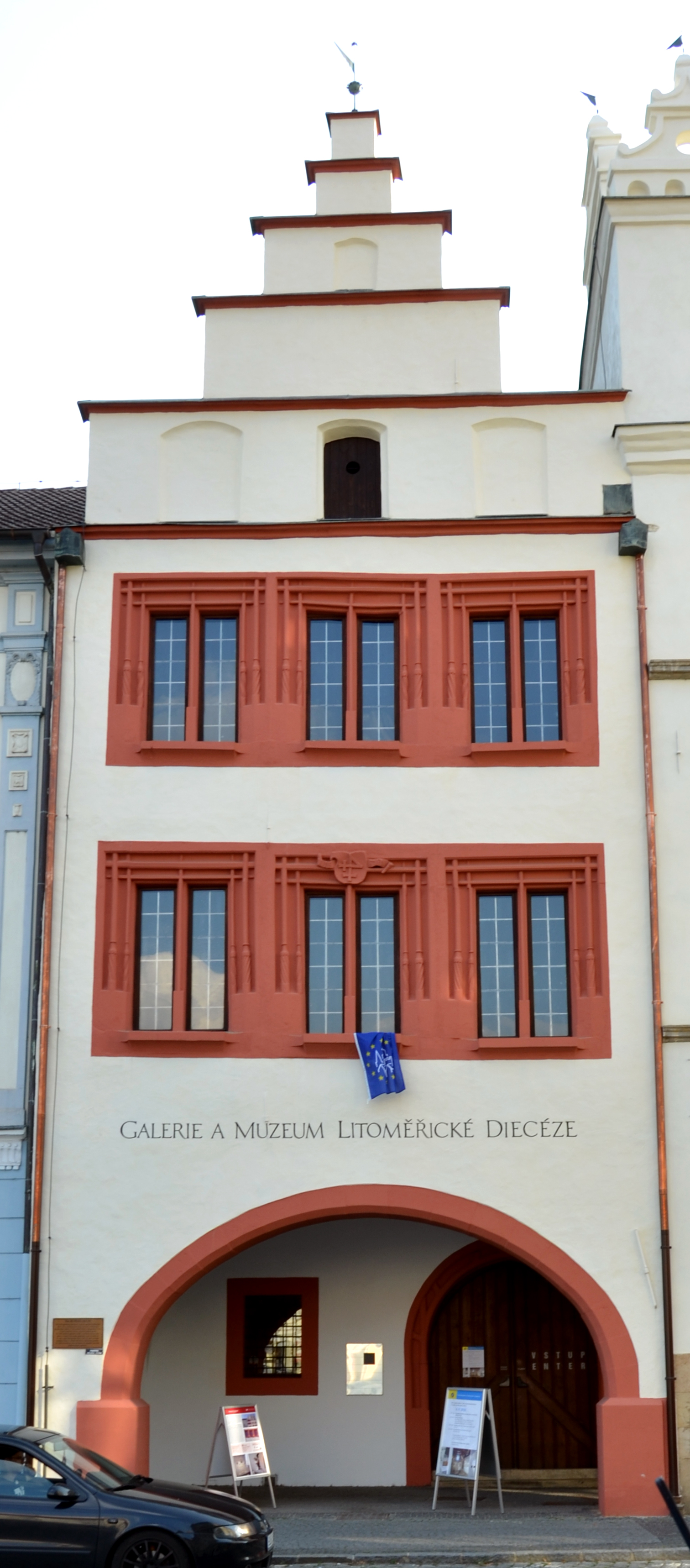
Galerie a muzeum litoměřické diecéze, čp. 24, Mírové náměstí

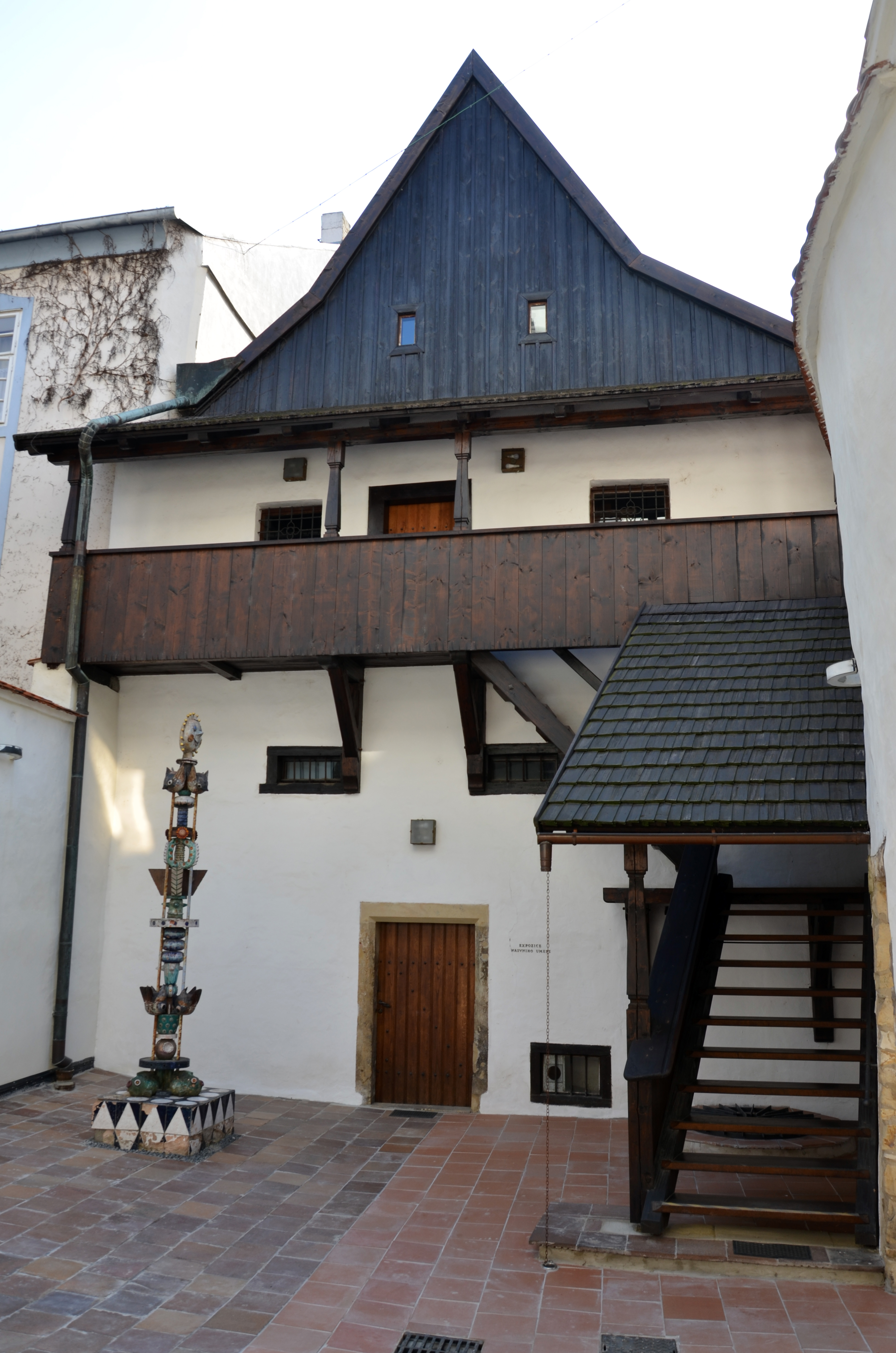
Dvorní stavení č.p. 24 se sbírkou insitního umění

Diecézní muzeum v Litoměřicích sídlí v domě čp. 24 na Mírovém náměstí, patřícímu galerii od roku 1976. Od roku 1995 jsou zde zpřístupněna díla ze sbírek Biskupství litoměřického. Budova je středověká, původně dvoupatrová, s mázhausem v přízemí a s podloubím. Ve štítku nad oknem prvního patra je datovaná letopočtem 1513. Původní Muzeum litoměřického biskupství bylo založeno roku 1885 jako nejstarší svého druhu v rakousko-uherské monarchii. Činnost muzea byla přerušena; znovu bylo veřejnosti zpřístupněné po listopadové revoluci v roce 1989. Sbírka muzea však byla utvářena mnohem dříve, již od roku 1655, kdy byla zřízena Litoměřická diecéze.
Nejstaršími zde vystavenými uměleckými díly jsou tři kamenné románské sochy evangelistů a kamenná hlava se zbytky polychromie z kostela sv. Petra a Pavla v nedalekých Žitenicích z let kolem 1180–1190. Výjimečným dílem je nizozemská práce – deska Madona v Uzavřené zahradě z roku 1494 od Mistra Tiburtinské Sibylly – zobrazený námět se váže k starozákonní biblické Písni písní krále Šalamouna. Vystavena je i výšivka Ukládání Krista do hrobu, deskový obraz Svatý Antonín poustevník od Lucase Cranacha st., předního malíře německé renesance. České baroko reprezentuje Karel Škréta obrazem Svatý Matouš z roku 1666, namalovaný pro kostel v Křešicích. Dalšími vrcholnými díly diecézní sbírky jsou obrazy Sen svatého Jakuba od Václava Vavřince Reinera a Obětováni Krista v chrámu od Antona Kerna. Matyáš Bernard Braun je zastoupený dvěma serafíny z kostela v Horkách nad Jizerou. V expozici je prezentováno také umělecké řemeslo – kalichy, ciboria, kněžská roucha.

### Významná díla

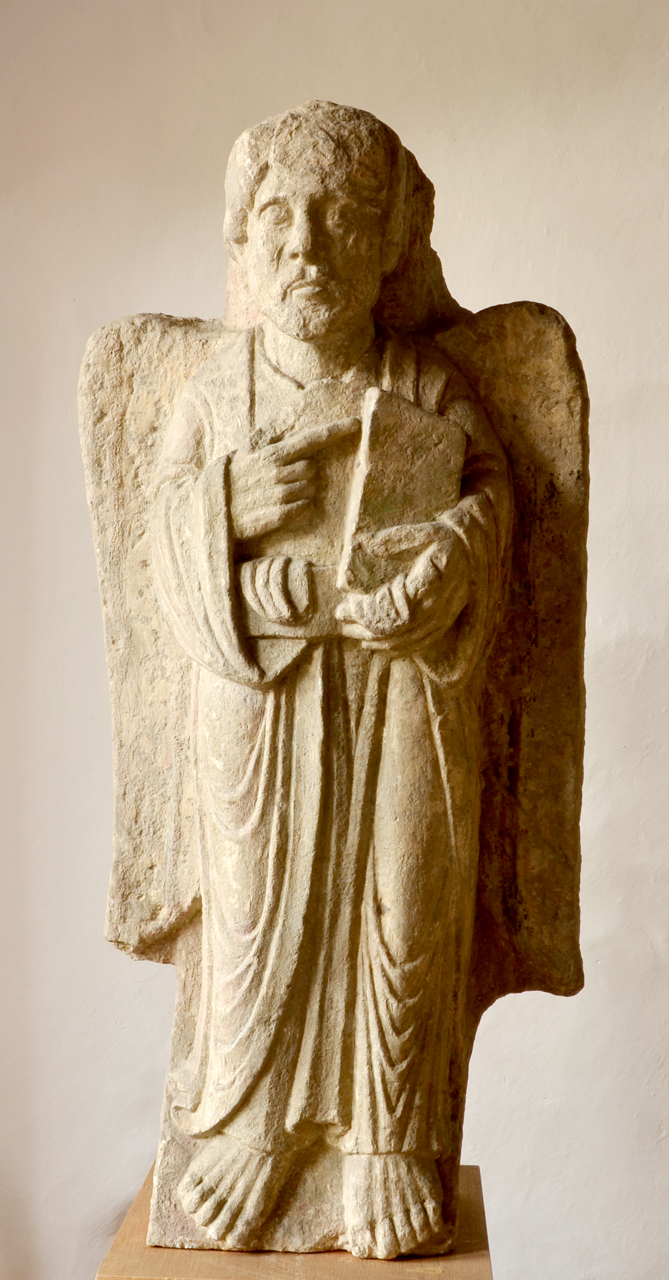
Evangelista ze Žitenic I (1160-1180)
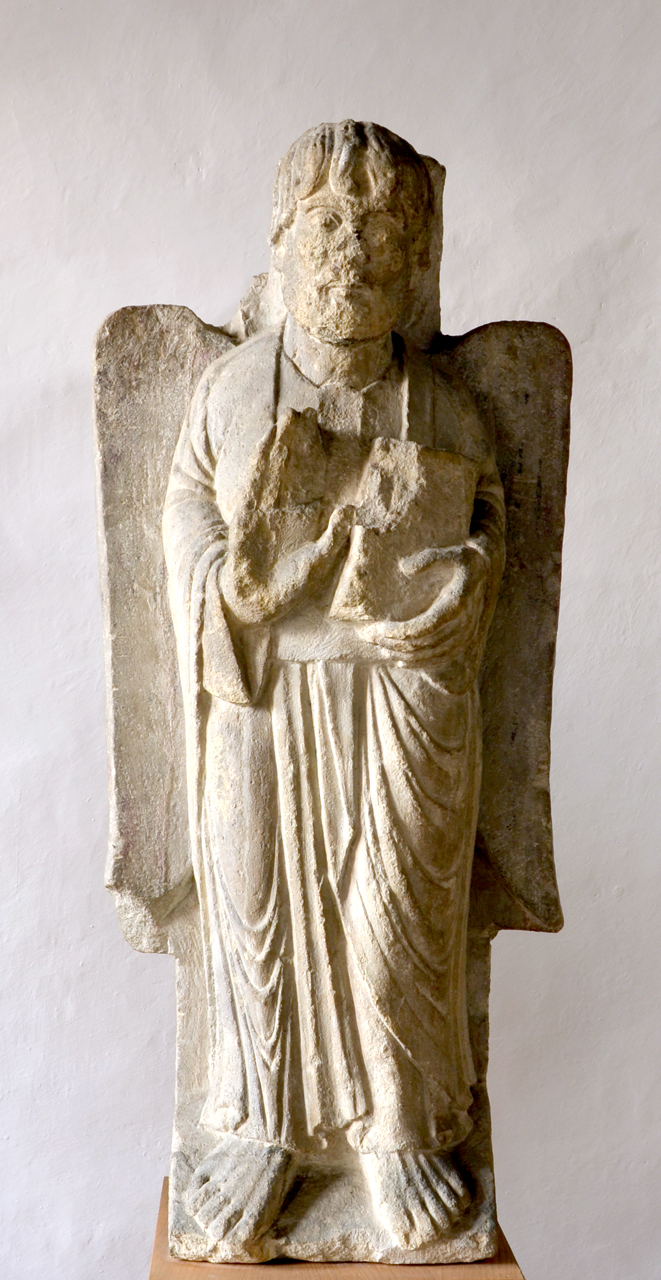
Evangelista ze Žitenic II (1160-1180)
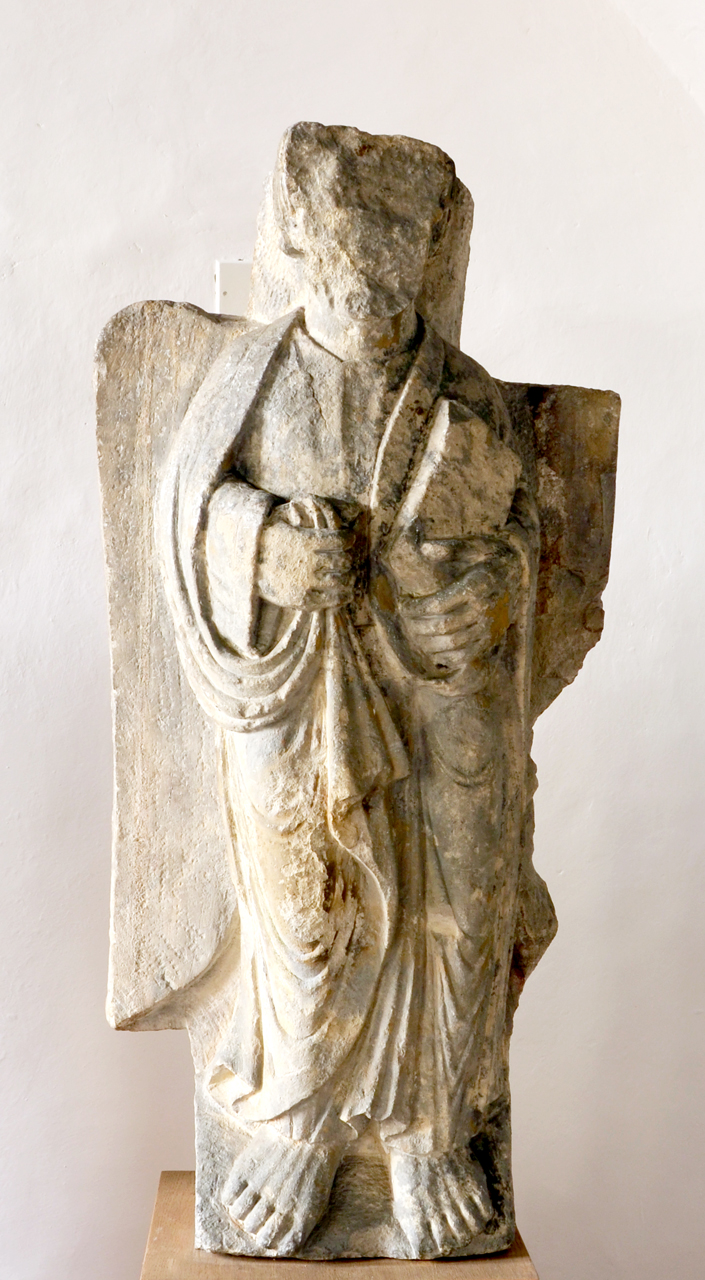
Evangelista ze Žitenic III (1160-1180)
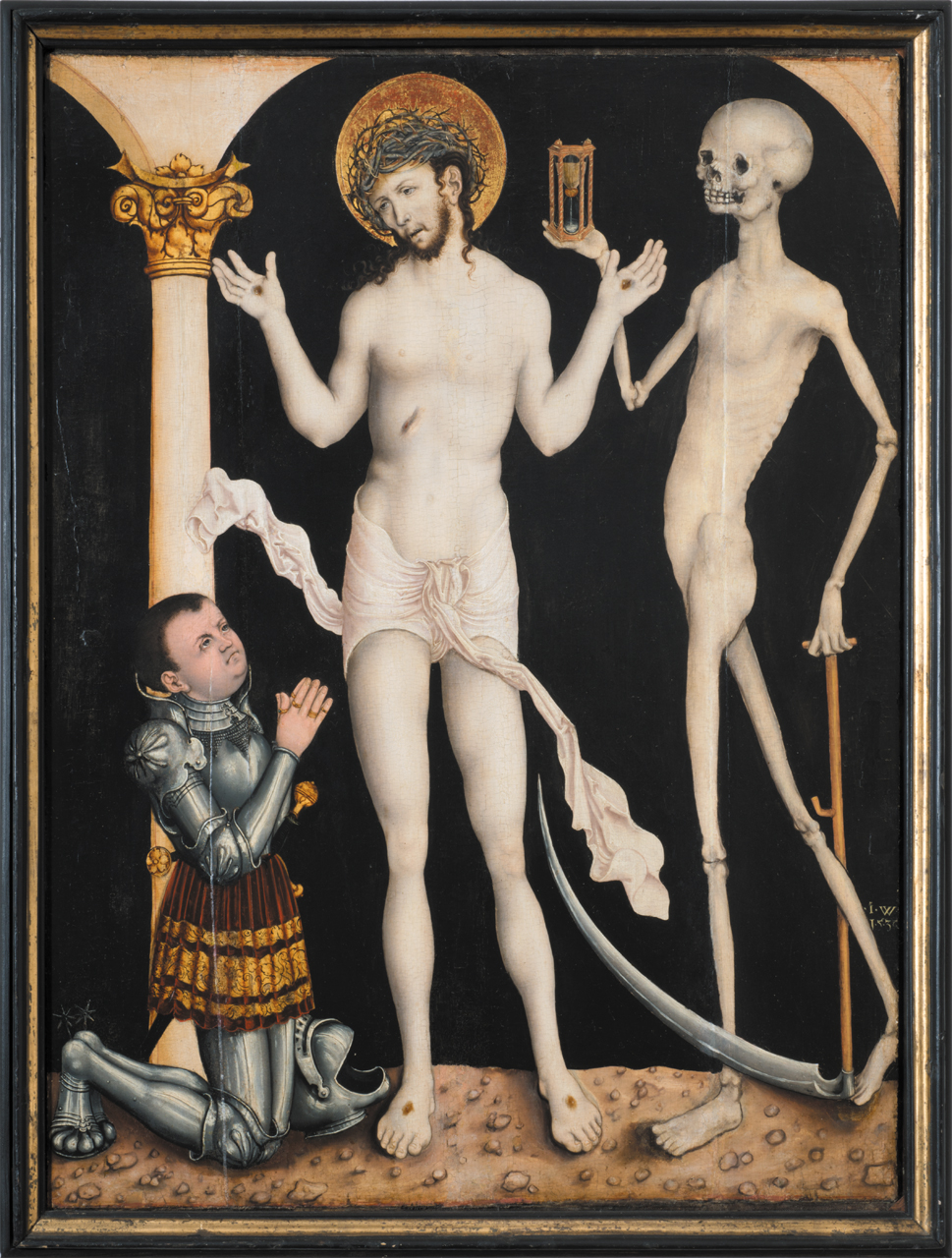
Mistr IW, Votivní obraz ze Šopky, 1530, avers
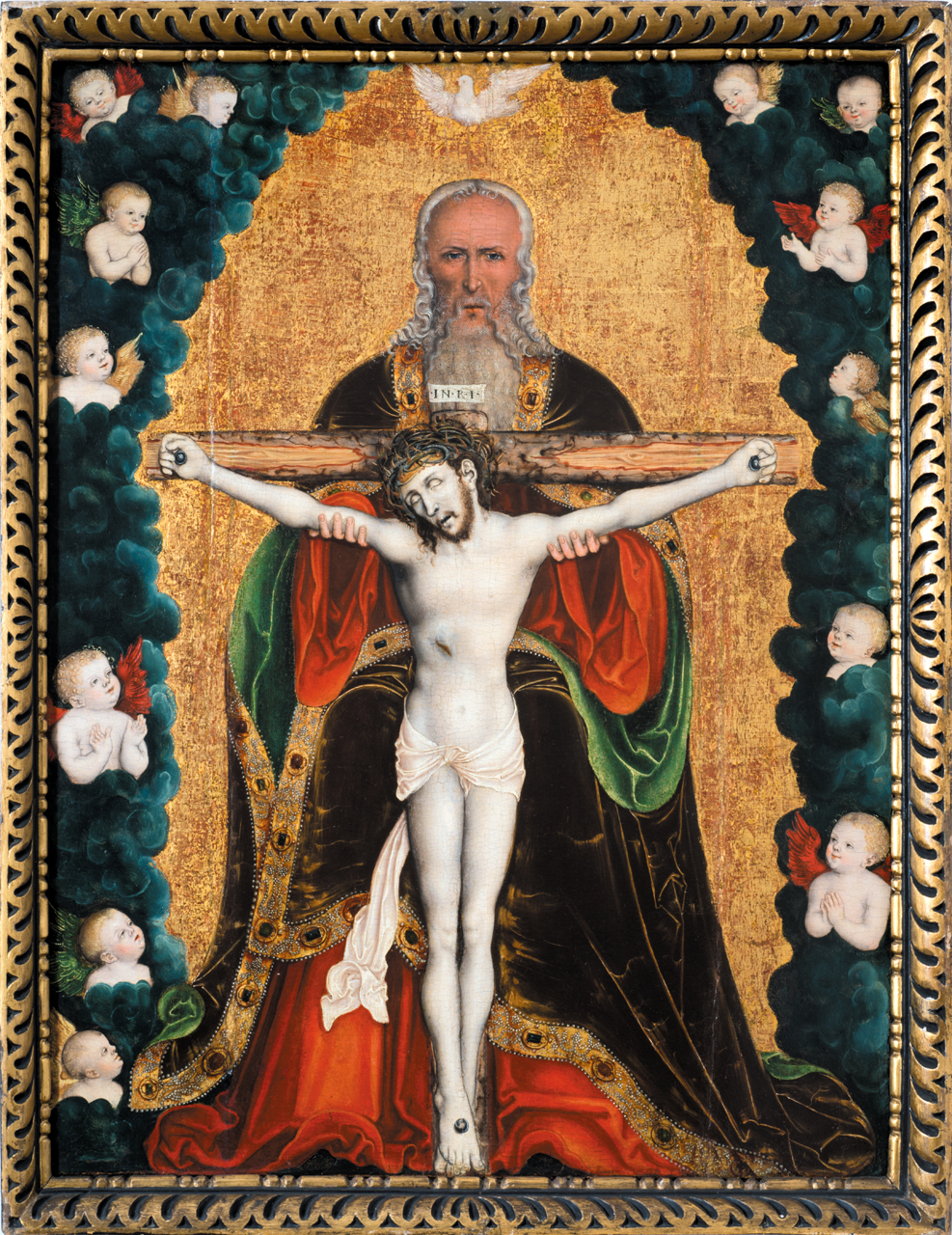
Mistr IW, Votivní obraz ze Šopky, 1530, revers
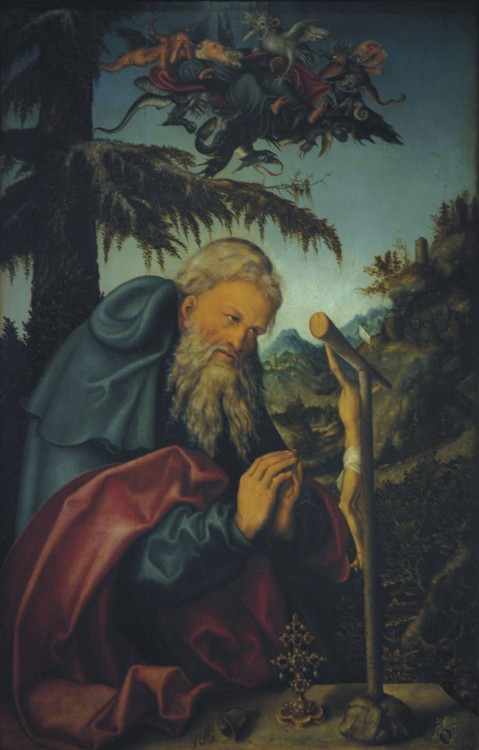
Lucas Cranach starší: Svatý Antonín poustevník